# 刘国强 (1957年)
刘国强（1957年8月—），男，汉族，河南夏邑人。在职博士研究生学历。1975年9月参加工作，1985年12月加入中国共产党。曾任泸州市市长和市委书记，四川省国有资产监督管理委员会主任，四川省投资集团董事长。

## 简历
2000年4月，任内江市政府副市长；2002年2月，任中共内江市委常委，市政府常务副市长；2005年1月，任中共内江市委副书记；
2006年12月，任中共泸州市委副书记；2008年6月，任泸州市市长；2011年8月，任中共泸州市委书记；
2013年1月，任四川省政府国有资产监督管理委员会党委书记、主任；
2016年2月，任四川省投资集团有限责任公司党委书记、董事长；
2019年4月，任四川省政协第十二届委员会常委、经济委员会副主任；
2021年4月，退休。2021年7月，涉嫌严重违纪违法，接受纪律审查和监察调查。